# Natuurverbinding Zwaluwenberg
In 2011 werd gestart met de voorbereidingen van de aanleg van de Natuurverbinding Zwaluwenberg, genoemd naar het nabijgelegen landgoed De Zwaluwenberg.

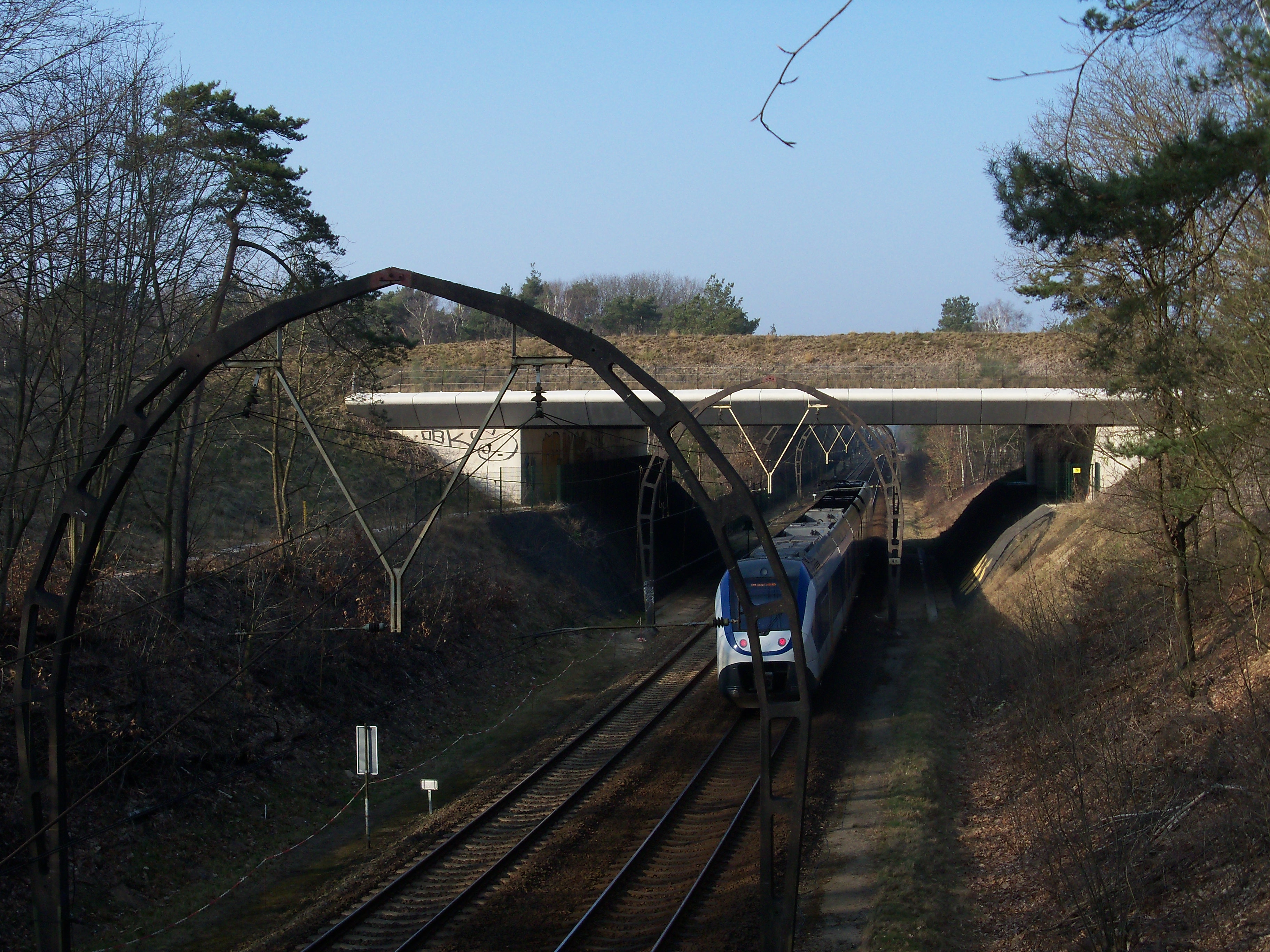
17 maart 2015 Ecoduct over de spoorlijn Hilversum-Utrecht

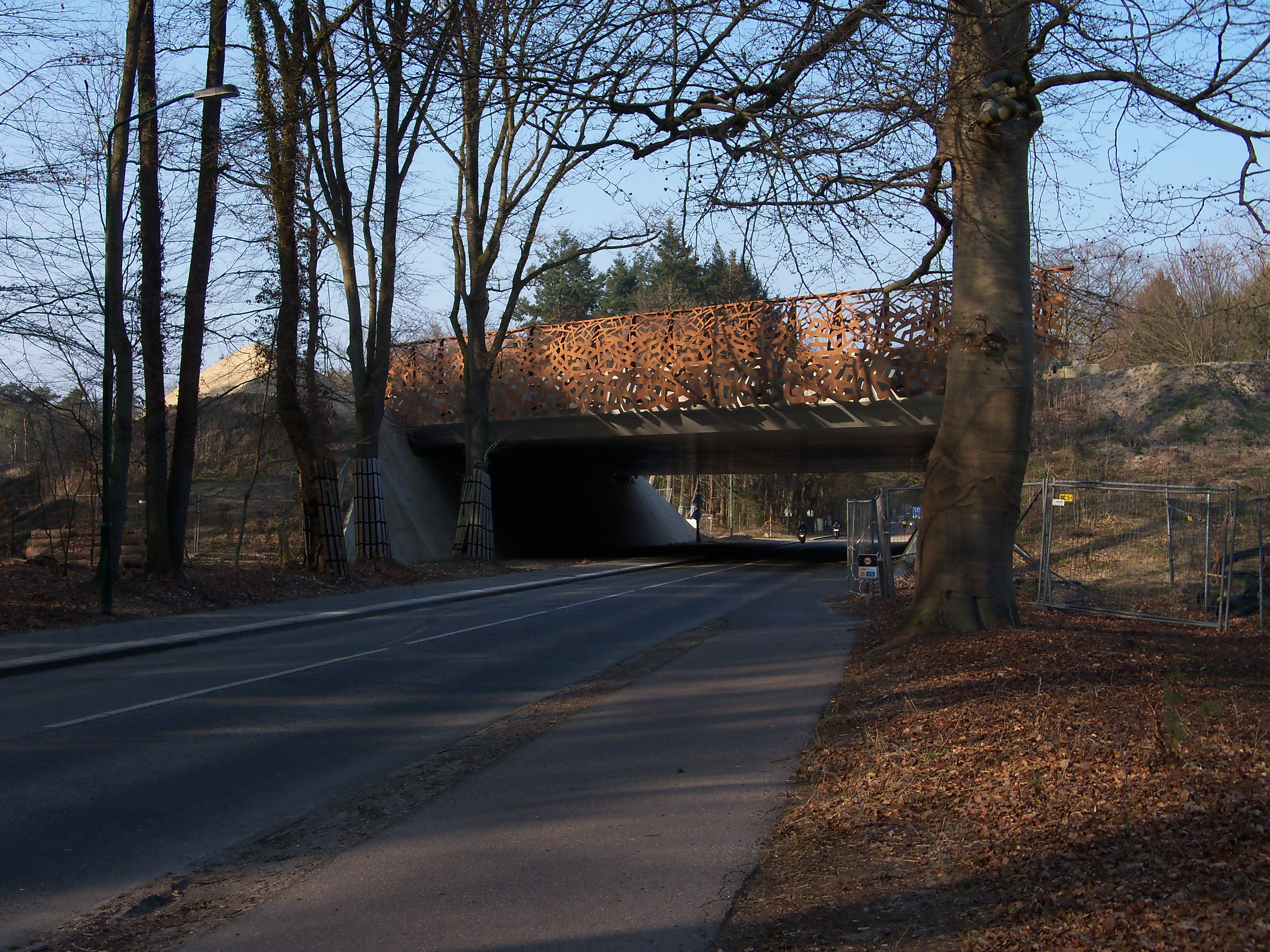
17 maart 2015 Ecoduct over de N417 in aanbouw

De verbinding bestaat uit een serie van drie ecoducten die in elkaars verlengde liggen. Gezien van oost naar west worden achtereenvolgens de autosnelweg A27, de spoorlijn Hilversum-Utrecht en de N417 overbrugd. Diverse soorten dieren, zoals dassen, reeën en boommarters, kunnen zich op een veilige manier verplaatsen tussen de natuurgebieden in het Het Gooi en de Utrechtse Heuvelrug. (Geografisch gezien loopt deze laatste vanuit de provincie Utrecht, via Hilversum, Laren, Blaricum en Huizen door tot het Gooimeer, maar bestuurlijk gezien is er sprake van twee verschillende gebieden.)
De verbinding bij De Zwaluwenberg maakt deel uit van het plan om de Heuvelrug tussen Grebbeberg en Gooimeer als samenhangend natuurgebied te herstellen.
De drie bruggen bestaan uit betonnen liggers waarop aarde is aangebracht die beplant is. Naast een faunapassage is op de drie bruggen een ruiterpad aangelegd. Een fietspad over de A27 en de spoorlijn bestaat al in de vorm van een honderd meter zuidelijk gelegen brug. Op de natuurbrug over de N417 is een fietspad aangelegd zodat via de 'Weg van 's-Graveland naar de Vuursche' een aantrekkelijke recreatieve fietsroute is ontstaan.
In 2012 is gestart met monitoring van het project: Een aantal dassen heeft een zender om gekregen, om te zien hoe de dieren de corridor gaan gebruiken. Er wordt ook onderzoek gedaan naar andere dieren zoals vlinders, hagedissen en hazelwormen.